# Guy Razanamasy
Guy Willy Razanamasy (* 19. Dezember 1928 in Antananarivo; † 17. Mai 2011) war ein madagassischer Politiker.

## Biografie
Razanamasy war Apotheker und Hersteller von Arzneimitteln, ehe er Direktor der Pharmakologischen Gesellschaft COFARMA wurde. In den 1980er Jahren wurde er als Kandidat der Einheitspartei Action pour la Renaissance de Madagascar (AREMA) erstmals Bürgermeister von Antananarivo.
Am 8. August 1991 wurde Razanamasy Premierminister und bekleidete dieses Amt bis zu seiner Ablösung durch Francisque Ravony am 9. August 1993. Razanamasy trat sein Amt in einer Zeit aufkommender Unruhen an, die von Aufständen geprägt war. Razamasy gelangen jedoch Annäherungen an die von Albert Zafy geführte Opposition und die Unterzeichnung des état provisoire de transition pour la troisième république, die Grundlage für die Umbenennung des Staates in Republik Madagaskar am 12. September 1992.
Später war er zwischen 1994 und 1999 abermals Bürgermeister von Antananarivo und kandidierte während dieser Zeit als Bewerber der Confederation of Civil Societies for Development auch bei den Präsidentschaftswahlen am 3. November 1996. Dabei erreichte er aber mit 42.873 Wählerstimmen und 1,19 Prozent lediglich den achten Platz in der ersten Runde.